# 汕尾中學
汕尾中學，是汕尾市一所擁有初級中學和高級中學混合型的公立中學，和另外两所所中學新城中學和林偉華中學並列為城區三所重點中學之一。

## 歷史
汕尾中學創辦於一九四二年，歷經坎白中學、海豐縣第二中學、汕尾中學三個發展時期。1949年10月17日，汕尾市政權易幟，新政府接管了海豐縣私立坎白初級中學與汕尾作嘉學校，始創海豐第二初級中學，後又改名為海豐汕尾中學、汕尾市城區汕尾中學。是海陸豐地區辦學最早的學校之一。

## 歷任校長
| 任別 | 就職時間        | 姓名   |
| ---- | --------------- | ------ |
| 一   | 1942年9月至年底 | 黄心壹 |
| 二   | 1943年至1944年  | 姚焕洲 |
| 三   | 1945年至1946年  | 林竹生 |
| 四   | 1946年至1947年  | 黎陽   |
| 五   | 1947年至1948年  | 张谱至 |
| 六   | 1948年至1949年  | 侯绍颜 |

| 任別 | 就職時間       | 姓名   | 備註       |
| ---- | -------------- | ------ | ---------- |
| 七   | 1949年至1952年 | 翁域   |            |
| 八   | 1949年至1952年 | 黄汉文 |            |
| 九   | 1949年至1952年 | 陈绍民 |            |
| 十   | 1949年至1952年 | 吕醒云 |            |
| 十一 | 1952年至1954年 | 林志远 |            |
| 十二 | 1954年至1967年 | 翁 域  | 第二次擔任 |

| 任別 | 就職時間       | 姓名   | 備註                     |
| ---- | -------------- | ------ | ------------------------ |
| 十三 | 1954年至1967年 | 纪传游 | 革委会副主任主持全面工作 |
| 十四 | 1968年至1969年 | 陈万实 | 革委会副主任主持全面工作 |
| 十五 | 1970年至1974年 | 曾记藻 | 革委会副主任主持全面工作 |
| 十六 | 1974年至1978年 | 余 铭  |                          |
| 十七 | 1978年至1979年 | 翁 域  | 第三次擔任               |
| 十八 | 1979年至1981年 | 刘寿泰 | 副校长主持全面工作       |

| 任別   | 就職時間        | 姓名   | 備註               |
| ------ | --------------- | ------ | ------------------ |
| 十九   | 1981年至1999年  | 吴一帆 |                    |
| 二十   | 1999年至2001年  | 刘宗熙 | 副校长主持全面工作 |
| 二十一 | 2002年-至2005年 | 邓惠民 |                    |
| 二十二 | 2005年至2008年  | 廖镜湖 |                    |
| 二十三 | 2008年至今      | 张竞能 |                    |

## 校歌、校訓、校徽

### 校歌、校徽
汕尾中學校徽 （页面存档备份，存于）

### 校訓
崇德、啟智、强身、励志。
合作 共享最大資源
和諧 共享最大快樂

## 校園概況

### 基本概況
學校占地面積37000平方米，建築面積31300平方米，綠化覆蓋率達76%；現有56個教學班，學生總數近4000人。　

### 設施建設
教室56間，實驗室5間，學生社團活動室2間，多媒體功能廳1間，教學平臺近30個，語言實驗室1間，電子閱覽室1間；圖書館1座，圖書閱覽室1間；行政辦公樓和學生宿舍樓各1幢，教師宿舍樓4幢共120套；擁有體育場15000平方米。　

## 榮譽
學校為正科級建制，屬區重點中學。2003年8月被汕尾市教育局評定為“市一級學校”，並成為廣東省首批“現代教育技術實驗學校”。市“普通高考優秀學校”、市“青少年科技創新示範學校”，“汕尾市職業技術學院實習基地”等　

## 校園生活

### 學生會
| 部門 | 主席團 | 辦公室 | 生活部 | 紀律部 | 宣傳部 | 體育部 | X部 |

### 社團
汕尾中學社團聯合會、旭日廣播站、碧潮文學社、汕尾中學辯論會、青鳥漫研社、勤滔英語協會、弘武武術社、黑木書法協會、汕尾中學毽球協會、汕尾中學手工社

## 外部連結
- 學校官網 （页面存档备份，存于）